# Stazione di Tirano (RFI)
Stazione di Tirano vasútállomás Olaszországban, Lombardia régióban, Tirano településen.

## Vasútvonalak
Az állomást az alábbi vasútvonalak érintik:
- Ferrovia Alta Valtellina

## Kapcsolódó állomások
A vasútállomáshoz az alábbi állomások vannak a legközelebb:
- Stazione di Villa di Tirano (Stazione di Lecco, Ferrovia Alta Valtellina)